# Joan Junceda
Joan García-Junceda Supervia (Barcelona, 1881-Blanes, 1948) fue un dibujante, ilustrador y caricaturista español.

## Biografía
De origen asturiano por vía paterna, colaboró en la mayor parte de las publicaciones catalanas de las primeras tres décadas del siglo, entre las que se cuentan Cu-Cut!, donde se inició en 1902, Papitu, Picarol, D'Ací i d'Allà, De tots colors, Hojas Selectas, Lecturas y especialmente En Patufet, donde ilustraba los cuentos escritos por Josep Maria Folch i Torres. Ilustró las Novel·les Exemplars y Les extraordinàries aventures d'en Massagran de Folch y otras importantes obras infantiles y juveniles.
Ilustró también las Historietas ejemplares de Josep Maria Folch, publicadas por primera vez en la revista Esquitx. Otras importantes obras infantiles y juveniles, incluyen el Bon Seny, una recopilación de lecciones morales catalanas ancestrales elaborado por Josep Abril (1869-1918). Bon Seny contiene aforismos, fábulas, así como ejemplos de chistes locales basados en valores cristianos tradicionales catalanes, el famoso "seny". Editado en catalán antes de la Guerra Civil, el Bon Seny fue un libro difícil de encontrar durante la época del franquismo. Se hizo una reedición limitada en el año 1959, cuando las publicaciones catalanas estaban severamente restringidas. Entonces, durante unas décadas, se convirtió en un artículo de colección raro, pero ha sido reeditado por una editorial católica en Barcelona nueve años después de la muerte de Francisco Franco. Entre 1922 y 1931 dirigió, junto a Cornet, el semanario Virolet.
La Asociación Profesional de Ilustradores de Cataluña (APIC) convoca un premio de ilustración que lleva su nombre.

## Obra
| Años | Título                                        | Tipo   | Publicación |
| ---- | --------------------------------------------- | ------ | ----------- |
| 1915 | Aventuras extraordinarias del Capitán Botalón | Serie  | Dominguín   |
| 1925 | Urania un viatje interplanetari               | Serial |             |

## Fondo
Una parte del fondo de Joan  Junceda, compuesto por correspondencia familiar (intercambiada entre Junceda y su esposa, Rosa Portas, sus hijos y la familia política) y de otros, algunos cuadernos con notas de la familia de su esposa, así como alguna documentación personal, se conservan en la Biblioteca de Catalunya.
Por su parte, el Archivo Histórico de la Ciudad de Barcelona (AHCB) custodia 195 dibujos originales creados para las publicaciones La Tralla (109), Metralla (84) y Garba (2).